# Cryptokrater

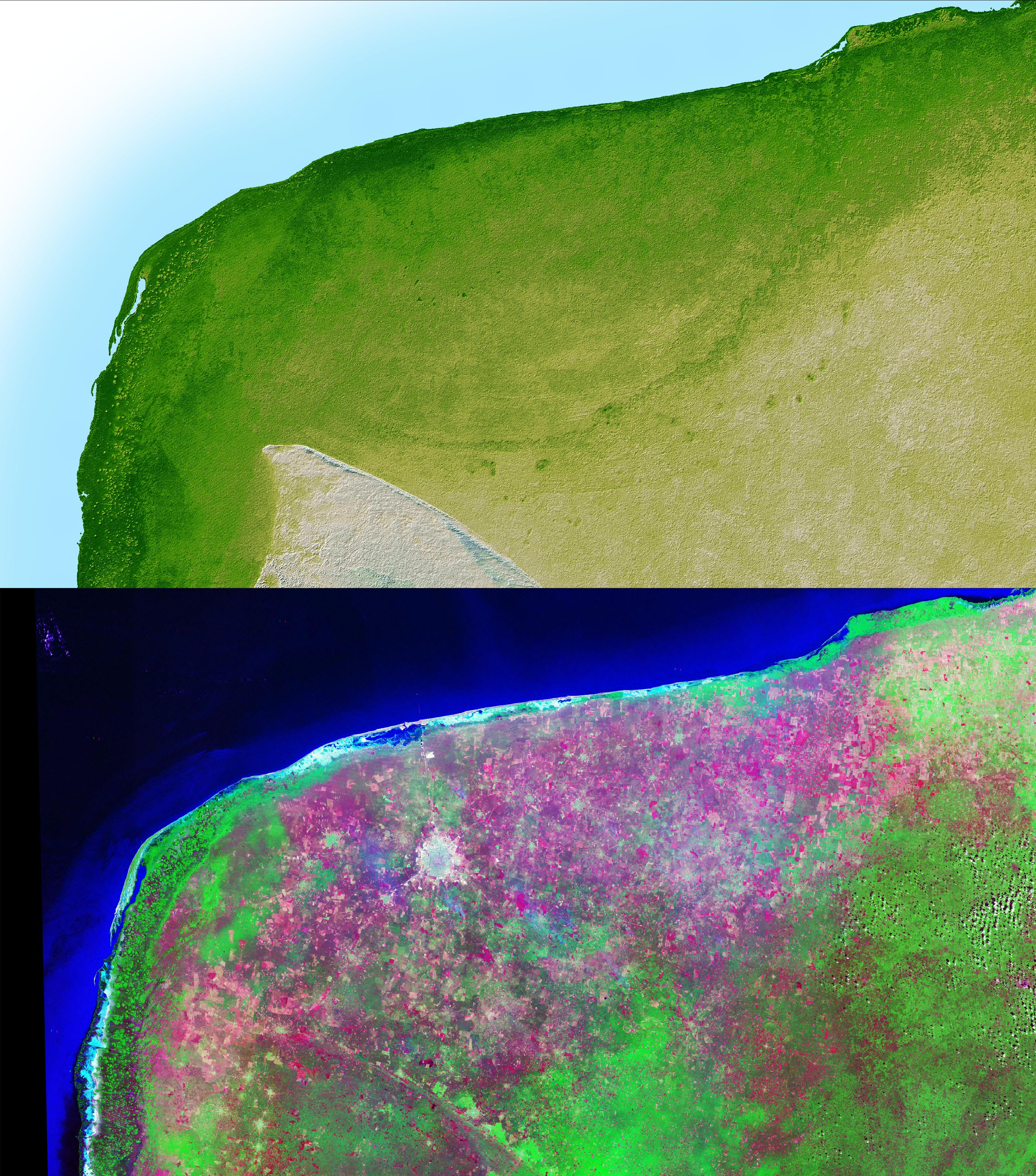
Cryptokrater van Chicxulub

Een cryptokrater of een astrobleem is een restant van een inslagkrater die zijn typische vormkenmerken heeft verloren door erosie of sedimentatie. Zodra een inslagkrater zich gevormd heeft, begint immers het proces van afbraak of vervorming van deze landschapsvorm. De variatie in de hierbij betrokken vervormingsprocessen is enorm:
- Ejecta van recentere inslagen kunnen oudere kraters bedekken of verdoezelen.
- Vulkanisch materiaal kan een krater opvullen. In die zin zijn bijvoorbeeld de maria op de Maan vaak opgevulde inslagstructuren.
- Tektonische vervormingen van een krater
- Opvulling van een krater door eolisch materiaal
- Vervormingen door water of ijs.

In een actieve omgeving als onze Aarde zal een inslagkrater vrij snel de typische vorm van de krater aantasten. De inslag heeft echter andere sporen nagelaten die veel dieper reiken dan enkel de creatie van de inslagkrater. Zo kunnen breuken, vervormingen van de aardlagen, meteorieten en  tektieten op de inslagorigine wijzen, zelfs wanneer de eigenlijke krater verdwenen is. Op Aarde heeft men enkele honderden van deze cryptokraters gevonden. De inslagstructuur van Chicxulub is hiervan waarschijnlijk de bekendste, omdat deze in verband wordt gebracht met het uitsterven van de dinosaurussen.
Ook op andere werelden komen cryptokraters voor. Op de Jupitermanen Ganymedes en Callisto bijvoorbeeld zijn palimpsesten een bijzondere vorm van cryptokraters.